# ماركو أنطونيو غونزاليس فالديز
ماركو أنطونيو غونزاليس فالديز (بالإسبانية: Marco Antonio González Valdez)‏ هو سياسي مكسيكي، ولد في 24 أكتوبر 1972 في ولاية نويفو ليون في المكسيك. حزبياً، نشط في الحزب الثوري المؤسساتي. وقد انتخب عضو مجلس النواب المكسيك.